# Бошко Янкович
Бошко Янкович (серб. Бошко Јанковић / Boško Janković, нар. 1 березня 1984, Белград) — сербський футболіст, що грав на позиції півзахисника.
Виступав, зокрема, за клуб «Дженоа», а також національну збірну Сербії.

## Клубна кар'єра
Народився 1 березня 1984 року в місті Белград. Вихованець футбольної школи клубу «Црвена Звезда». Дорослу футбольну кар'єру розпочав 2002 року в основній команді того ж клубу, в якій провів один сезон, взявши участь у 13 матчах чемпіонату. 
Згодом з 2003 по 2008 рік грав у складі команд «Єдинство» (Уб), «Црвена Звезда», «Мальорка» та «Палермо».
Своєю грою за останню команду привернув увагу представників тренерського штабу клубу «Дженоа», до складу якого приєднався 2008 року. Відіграв за генуезький клуб наступні п'ять сезонів своєї ігрової кар'єри.
Завершив ігрову кар'єру у команді «Верона», за яку виступав протягом 2013—2016 років.

## Виступи за збірні
Протягом 2004–2007 років залучався до складу молодіжної збірної Сербії. На молодіжному рівні зіграв у 24 офіційних матчах, забив 8 голів.
У 2006 році дебютував в офіційних матчах у складі національної збірної Сербії.
Загалом протягом кар'єри в національній команді, яка тривала 7 років, провів у її формі 31 матч, забивши 5 голів.
| Дата       | Місто                   | Господарі          | Результат | Гості             | Турнір            | Голи | Примітки |
| ---------- | ----------------------- | ------------------ | --------- | ----------------- | ----------------- | ---- | -------- |
| 15-11-2006 | Белград                 | Сербія             | 1 – 1     | Норвегія          | товариський матч  | -    |          |
| 24-3-2007  | Алмати                  | Казахстан          | 2 – 1     | Сербія            | Відбір до ЧЄ 2008 | -    |          |
| 28-3-2007  | Белград                 | Сербія             | 1 – 1     | Португалія        | Відбір до ЧЄ 2008 | 1    | 40' 68'  |
| 2-6-2007   | Гельсінкі               | Фінляндія          | 0 – 2     | Сербія            | Відбір до ЧЄ 2008 | 1    | 67'      |
| 22-8-2007  | Брюссель                | Бельгія            | 3 – 2     | Сербія            | Відбір до ЧЄ 2008 | -    |          |
| 8-9-2007   | Белград                 | Сербія             | 0 – 0     | Фінляндія         | Відбір до ЧЄ 2008 | -    | 20' 54'  |
| 13-10-2007 | Єреван                  | Вірменія           | 0 – 0     | Сербія            | Відбір до ЧЄ 2008 | -    | 73'      |
| 17-10-2007 | Баку                    | Азербайджан        | 1 – 6     | Сербія            | Відбір до ЧЄ 2008 | 1    | 68'      |
| 21-11-2007 | Белград                 | Сербія             | 2 – 2     | Польща            | Відбір до ЧЄ 2008 | -    | 76'      |
| 24-11-2007 | Белград                 | Сербія             | 1 – 0     | Казахстан         | Відбір до ЧЄ 2008 | -    | 24'      |
| 6-2-2008   | Скоп'є                  | Північна Македонія | 1 – 1     | Сербія            | товариський матч  | -    | 46'      |
| 26-3-2008  | Київ                    | Україна            | 2 – 0     | Сербія            | товариський матч  | -    | 73'      |
| 24-5-2008  | Дублін                  | Ірландія           | 1 – 1     | Сербія            | товариський матч  | -    |          |
| 28-5-2008  | Бурггаузен (Альтеттінг) | Росія              | 2 – 1     | Сербія            | товариський матч  | -    | 46' 78'  |
| 31-5-2008  | Гельзенкірхен           | Німеччина          | 2 – 1     | Сербія            | товариський матч  | 1    | 82'      |
| 6-9-2008   | Белград                 | Сербія             | 2 – 0     | Фарерські острови | Відбір до ЧС 2010 | -    | 75'      |
| 10-9-2008  | Сен-Дені                | Франція            | 2 – 1     | Сербія            | Відбір до ЧС 2010 | -    |          |
| 11-10-2008 | Белград                 | Сербія             | 3 – 0     | Литва             | Відбір до ЧС 2010 | -    | 72'      |
| 15-10-2008 | Відень                  | Австрія            | 1 – 3     | Сербія            | Відбір до ЧС 2010 | -    | 46' 86'  |
| 10-2-2009  | Нікосія                 | Кіпр               | 0 – 2     | Сербія            | товариський матч  | -    |          |
| 11-2-2009  | Нікосія                 | Україна            | 1 – 0     | Сербія            | товариський матч  | -    | 71'      |
| 28-3-2009  | Констанца               | Румунія            | 2 – 3     | Сербія            | Відбір до ЧС 2010 | -    | 62'      |
| 1-4-2009   | Белград                 | Сербія             | 2 – 0     | Швеція            | товариський матч  | 1    | 71'      |
| 6-6-2009   | Белград                 | Сербія             | 1 – 0     | Австрія           | Відбір до ЧС 2010 | -    | 56' 61'  |
| 3-3-2010   | Алжир (місто)           | Алжир              | 0 – 3     | Сербія            | товариський матч  | -    | 67'      |
| 10-8-2011  | Москва                  | Росія              | 1 – 0     | Сербія            | товариський матч  | -    | 68'      |
| 11-11-2011 | Сантьяго-де-Керетаро    | Мексика            | 2 – 0     | Сербія            | товариський матч  | -    | 63'      |
| 14-11-2011 | Сан-Педро-Сула          | Гондурас           | 2 – 0     | Сербія            | товариський матч  | -    |          |
| 28-2-2012  | Лімасол                 | Сербія             | 2 – 0     | Вірменія          | товариський матч  | -    | 74'      |
| 26-5-2012  | Санкт-Галлен            | Іспанія            | 2 – 0     | Сербія            | товариський матч  | -    | 65'      |
| 31-5-2012  | Реймс                   | Франція            | 2 – 0     | Сербія            | товариський матч  | -    | 75'      |
| Усього     |                         | Матчів             | 31        |                   | Голів             | 5    |          |

## Титули і досягнення
- Чемпіон Югославії (1):

«Црвена Звезда»: 2000-01
- Володар Кубка Югославії (1):

«Црвена Звезда»: 2001-02
- Володар Кубка Сербії та Чорногорії (2):

«Црвена Звезда»: 2003-04, 2005-06
- Чемпіон Сербії та Чорногорії (2):

«Црвена Звезда»: 2003-04, 2005-06